# Военно-патриотический клуб
Военно-патриотический клуб (также детско-юношеский военно-патриотический клуб, сокр. ДЮВПК) — общее наименование некоммерческих общественных организаций, занимающихся патриотическим воспитанием молодёжи, подготовкой к службе в вооружённых силах, пропагандой здорового образа жизни и т. п. В отличие от своих аналогов в других странах, в русскоговорящих странах военно-патриотический клуб является уникальным общественным явлением — он появился как форма народной инициативы в ответ на рост негативных тенденций в вооружённых силах и в среде молодёжи. В 1980-х — 90-х гг. клубы образовывались стихийно и бессистемно, но уже начиная с середины 2000-х в военно-патриотическом движении России и стран СНГ начались объединительные процессы. В Российской Федерации деятельность военно-патриотических, военно-спортивных и военно-исторических клубов осуществляется в порядке, предусмотренном Постановлением Правительства РФ от 24.07.2000 N 551 «О военно-патриотических молодёжных и детских объединениях».

## Возникновение
Как отмечает научный сотрудник Федерального института развития образования А. В. Баранов, молодёжные военно-патриотические организации в России стали появляться в конце XIX в., и в разных формах их развитие продолжается до настоящего времени, и на протяжении всего периода своего существования эти организации показали себя, как явление, имеющее особое общественное значение.
Первые военно-патриотические клубы стали появляться в СССР в середине 1970-х гг., и создавались они на базе общественных организаций ветеранов Великой Отечественной войны. Однако расцвет их деятельности пришёлся на вторую половину 80-х гг., когда из Афганистана стали возвращаться офицеры и солдаты, для которых участие в Афганской войне сделало очевидными многочисленные недостатки в системе допризывной подготовки молодёжи в СССР. Ветераны-афганцы, ведомые чувством долга, а не какими-либо указаниями «сверху» заложили основу уникальной системы военно-патриотического воспитания, в основу которой легли любовь к Родине, армии, передовые на тот момент армейские методики и боевой опыт. Появление военно-патриотических клубов стало своеобразным ответом неиспортившейся части русского офицерского корпуса на всеобщее равнодушие и ханжество, захлестнувшие общество и армию в перестроечные годы.
Обращаясь к недавней истории, необходимо также вспомнить о зародившемся в конце 1980-х гг масштабном Юнармейском движении, объединившем возникшие в СССР военно-патриотические клубы. Инициатором Юнармейского движения были государственные структуры в лице Министерства обороны и комсомола. Ежегодно проводились областные, республиканские и всесоюзные слеты, а также крупные военно-тактические игры. Распад Советского Союза фактически прекратил существование Юнармейского движения как целостного явления, хотя в некоторых регионах России сохраняются традиции проведения слётов и военно-тактических игр «Зарница» и «Орлёнок».

## Советская система патриотического воспитания
В советское время централизованная система патриотического воспитания тесно перекликалась с идеологической составляющей политического режима, а также имела ряд отличий от царской системы. В целом можно выделить следующие системообразующие элементы:
- Воспитание в рамках октябрятского — пионерского — комсомольского движений;
- ДОСААФ;
- Суворовские и Нахимовские военные училища;
- Молодёжные военно-патриотические объединения и клубы.

Профессор Российской академии государственной службы при Президенте РФ, ведущий научный сотрудник НИИ семьи и воспитания Российской академии образования В. И. Лутовинов отмечает, что эта система являлась образцом для подражания многих зарубежных государств, в том числе западноевропейских, которые немало заимствовали в тот период из советского опыта при решении проблем ВПВ молодёжи и подготовке её к военной службе.

## В современной России
По состоянию на 2024 год были широко распространены Центры «Авангард», продвигавшиеся Сергеем Шойгу. Но к тому моменту их уже начал вытеснять проект Трутнева и Кириенко «Воин», нацеленный на индоктринацию детей из оккупированных регионов Украины.
По оценке руководителя Центра изучения оккупации Петра Андрющенко, к 2025 году наиболее известные и активные организации — центры «Воин» и «Юнармия». С его слов, основная разница между ними — в «Воине» воспитывают будущую политическую и военную элиту. В «Юнармии» (узнаваемой по красным беретам и песочной форме) обучают детей из трудных семей, для которых есть дорога только на фронт, в обыкновенные солдаты. С его слов, у центра «Воин» уже имеется один лагерь под Бердянском, а в Мариуполе строится ещё один.

## Образовательный потенциал
Наблюдения показали: Школьный военный клуб, работающий на базе учебного заведения (школы, училища, техникума) во внеурочное время, обладает большими возможностями для организации военно-патриотического воспитания школьников, учащихся данного учебного заведения и других учебных заведений, расположенных поблизости. В его образовательном и воспитательном пространстве сочетаются военно-теоретическая и физическая подготовка, параллельно решаются вопросы духовного и физического развития, и как утверждает Баранов, сочетание этих факторов положительно выделяет его из других существующих ныне форм организации внеурочной деятельности школьников. Каждый такой клуб может иметь определённую направленность, благодаря чему в одном районе будет представлен весь спектр военно-патриотической работы с подрастающим поколением, что является большим преимуществом крупного города. При этом деятельность каждого такого клуба должна быть направлена на решение задач военно-патриотического воспитания, включающего военно-прикладную и физическую подготовку подростков и построенного с учётом индивидуальных психологических особенностей обучающихся, социально-психологических особенностей их проживания, материально-технического оснащения клуба, педагогических возможностей воспитательного персонала.